# Liste der Kulturdenkmäler in Steiningen
In der Liste der Kulturdenkmäler in Steiningen sind alle Kulturdenkmäler der rheinland-pfälzischen Ortsgemeinde Steiningen aufgeführt. Grundlage ist die Denkmalliste des Landes Rheinland-Pfalz (Stand: 17. Juli 2023).

## Einzeldenkmäler
| Bezeichnung                            | Lage                                    | Baujahr                     | Beschreibung                                                                                        | Bild                           |
| -------------------------------------- | --------------------------------------- | --------------------------- | --------------------------------------------------------------------------------------------------- | ------------------------------ |
| Katholische Filialkirche St. Mauritius | Hauptstraße 7 Lage                      | 1876                        | zweiachsiger Saalbau, bezeichnet 1876                                                               | weitere Bilder Fotos hochladen |
| Wohnhaus                               | Hauptstraße 12 Lage                     | 18. Jahrhundert             | Fachwerkhaus, teilweise massiv, 18. Jahrhundert                                                     | Fotos hochladen                |
| Heiligenhäuschen                       | nordöstlich des Ortses an der K 16 Lage | 18. oder 19. Jahrhundert    | segmentbogig geschlossener Mauerblock, 18. oder 19. Jahrhundert                                     | BW                             |
| Kapelle                                | nordwestlich des Ortes an der L 66 Lage | Anfang des 20. Jahrhunderts | kleiner Putzbau, Anfang des 20. Jahrhunderts; zur Erinnerung an den 1852 aufgegebenen Ort Allscheid | BW                             |

## Ehemalige Kulturdenkmäler
| Bezeichnung | Lage                                | Baujahr | Beschreibung                         | Bild |
| ----------- | ----------------------------------- | ------- | ------------------------------------ | ---- |
| Lehnwaldhof | nördlich des Ortes im Lehnwald Lage |         | Hofanlage; aus Denkmalliste gelöscht | BW   |